# Laxmannia ramosa
Laxmannia ramosa är en sparrisväxtart som beskrevs av John Lindley. Laxmannia ramosa ingår i släktet Laxmannia och familjen sparrisväxter.

## Underarter
Arten delas in i följande underarter:
- L. r. deflexa
- L. r. ramosa